# Majalaya (Cikalongkulon)
Majalaya is een bestuurslaag in het regentschap Cianjur van de provincie West-Java, Indonesië. Majalaya telt 7242 inwoners (volkstelling 2010).